# Synoemis pandani
Synoemis pandani es una especie de coleóptero de la familia Silvanidae.

## Distribución geográfica
Habita en Malasia.